# 磁性細線
磁性細線(じせいさいせん)とは、磁性体のナノワイヤ。

## 概要
電子線リソグラフィー等により製作された、幅がナノメートルオーダー (10−9 m) の磁性体の線であり、このスケールになると量子効果が発現するため、従来の磁性体には見られない特性を有する。以前は磁壁は外部から磁場の印加によってのみ変化させることが可能であると考えられてきたが、2004年に京都大学のグループが、電流によっても移動させることが可能であること実証した。これにより不揮発性メモリなどへの応用が期待される。

## 応用分野
- センサ
- 不揮発性メモリ
- 磁気分離